# Хосе Мануель Гарсія-Маргальо

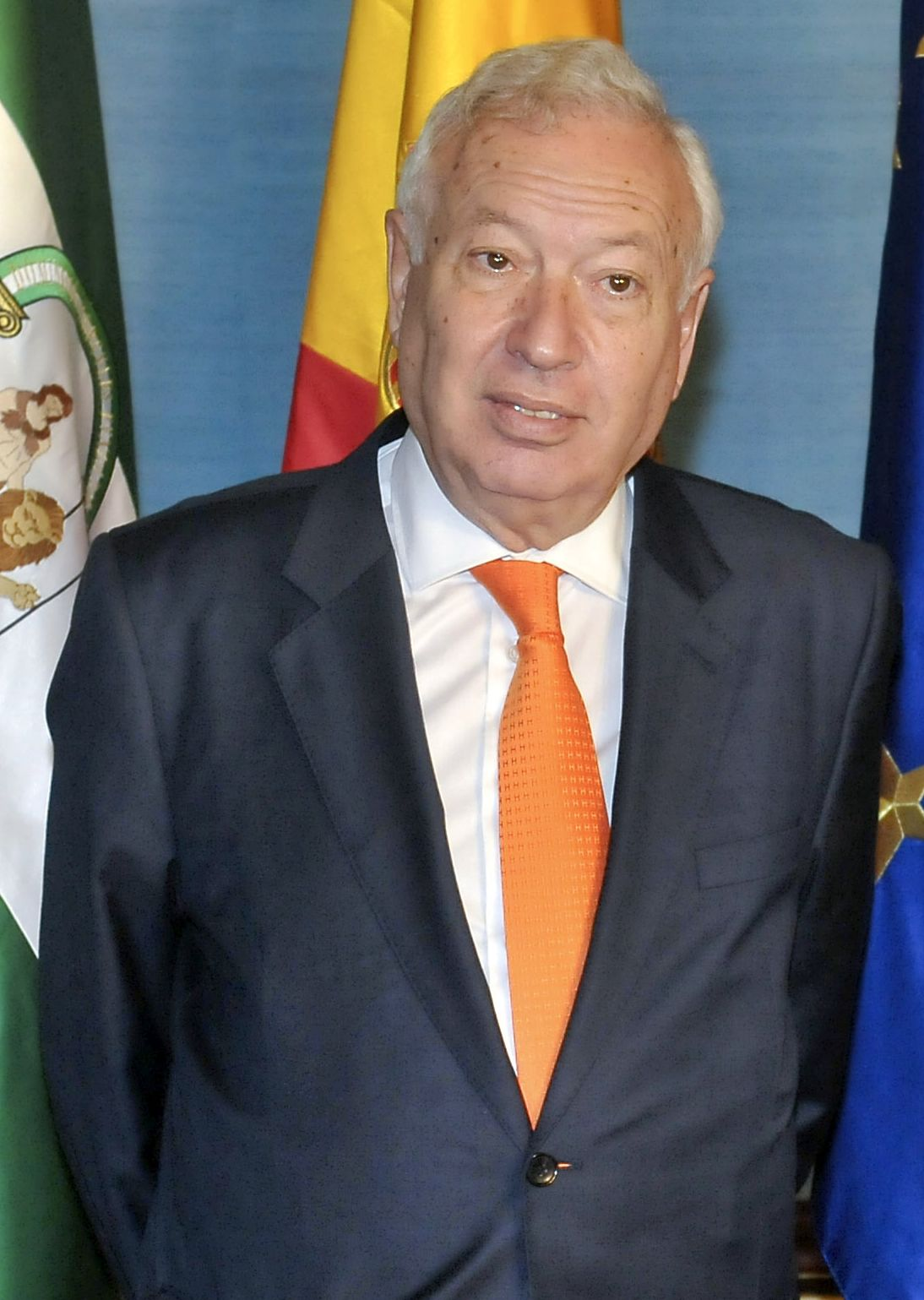
Хосе Мануель Гарсія-Маргальо

Хосе Мануель Гарсія-Маргальо (ісп. José Manuel García-Margallo y Marfil; нар. 13 серпня 1944, Мадрид) — іспанський політик, член Народної партії. Міністр закордонних справ Іспанії з 21 грудня 2011 року.

## Біографія
Гарсія-Маргальо отримав юридичну освіту. У 1977–1979 роках був депутатом Конгресу депутатів від партії «Союз демократичного центру», потім до 1982 року головував у Петиційному комітеті нижньої палати іспанського парламенту. У 1986–1994 роках був заступником голови комітету з питань економіки та фінансів Європейського парламенту. З 1994 по грудень 2011 року був депутатом Європейського парламенту. 21 грудня 2011 після перемоги своєї партії на виборах у жовтні 2011 року отримав портфель міністра закордонних справ у кабінеті Рахоя.